# Flemming Christensen (fhv. borgmester i Vejle)
 Der er flere personer med dette navn, se Flemming Christensen.
Flemming Christensen (født 27. marts 1950 i Fårvang) var borgmester i Vejle fra 1993 til 2005.
Han var medlem af SF, men meldte sig ud af partiet den 8. december 2009 for at undgå eksklusion efter at have peget på Venstre og Konservative ved kommunalvalget.
Flemming Christensen blev student fra Aarhus Katedralskole. I 1977 blev han cand.theol. Han var medlem af byrådet i Vejle for SF fra 1982. Han har siden 1971 været gift med Ruth og har en datter og tre sønner.
Han var præst i Nørremarks Sogn og Hornstrup Sogn fra 1977, indtil han pr. 1. april 2006 blev direktør for Kolonien Filadelfia.
I november 1997 beskrev TV-Avisen på DR ham således: "Han er præst. Han er SF'er, og han er borgmester med et borgerligt flertal bag sig. Det lyder som en helt umulig konstruktion, men den kan føre til personlig succes i kommunalpolitik." 
Ved kommunalvalget i november 2001 fik SF i Vejle et kanongodt resultat med 33,50%  af de afgivne stemmer, hvilket var langt flere end samtlige øvrige partier. Herefter kunne Flemming Christensen tage hul på sin tredje periode som borgmester med støtte fra Vejle-listen og benzinkongen Olaf Haahr, som dermed blev viceborgmester. 
På valgnatten i 2005 forsvandt støtten fra de borgerlige partier; Venstre, Dansk Folkeparti og Konservative, samtidig med at Olaf Haahr ikke fik stemmer nok til endnu en periode i byrådet. Dermed var det slut på den såkaldte "Vejle-model", hvor en SF'er gøres til borgmester ved hjælp af støtte fra borgerlige partier. 
I årene 2006-2011 var Flemming Christensen ansat af Epilepsiforeningen som direktør for Kolonien Filadelfia, indtil han i september 2011 blev ramt af en blodprop i hjertet og fik en ballonudvidelse. Derfor indgik han aftale om, at fratræde sin stilling ved årets udgang.  
I perioden fra 1990 til 2010 sad han i bestyrelsen for Vejle Havn, hvor han også havde flere år som formand.  Her var han med til at forvandle Vejle Havn til en overskudsgivende forretning. 
I december 2017 blev han udpeget af SF og Socialdemokratiet i Vejle Byråd til igen at være medlem af havnebestyrelsen, som i de mellemliggende år har været ramt af en stor skandalesag med anklager om misbrug af offentlige midler. 